# لوکا پاویچویچ
لوکا پاویچویچ (انگلیسی: Luka Pavićević) (متولد ۱۷ ژوئن ۱۹۶۸ در پودگوریتسا) بازیکن سابق و مربی فعلی بسکتبال اهل صربستان است. پاویچویچ چند سال عضو تیم ملی یوگسلاوی بود. پاویچویچ در دوران حرفه‌ای به عنوان بازیکن با باشگاه اسپلیت در سال‌های ۱۹۸۸–۱۹۸۹، ۱۹۸۹–۱۹۹۰ و ۱۹۹۱–۱۹۹۹ به قهرمانی یورو لیگ دست یافت. پاویچویچ در سال ۲۰۰۴ به جمع مربیان پیوست و در همین سال مربی تیم بلگراد شد و بعد از آن با به دست گرفتن هدایت تیم ملی زیر ۲۰ سال صربستان مونته‌نگرو، صربستان را به مدال برنز قهرمانی اروپا رسانید. وی با حضور متداوم در تیم‌های دیگر در سال ۲۰۰۷ سرمربی آلبا برلین شد تا این تیم را به عناوین مختلفی از جمله قهرمانی بوندسلیگا و نایب قهرمانی یورو کاپ اروپا برساند و تفکرات او نیز در این تیم بدرخشد. پاویچویچ در سال ۲۰۱۲ سرمربی تیم ملی بسکتبال مونته‌نگرو شد و در سال ۲۰۱۵ با قراردادی یک ساله به عنوان سرمربی تیم ملی بسکتبال ایران انتخاب شد اما بعد از چند ماه قرارداد وی با فدراسیون بسکتبال ایران فسخ شد.

## دست‌آوردها

### بازیکن
- قهرمانی یورولیگ با اسپلیت ۱۹۸۸–۱۹۸۹
- قهرمانی لیگ بسکتبال یوگسلاوی با اسپلیت ۱۹۸۸–۱۹۸۹
- قهرمانی جام بسکتبال یوگسلاوی با سیبونا ۱۹۸۸
- قهرمانی یورولیگ با اسپلیت ۱۹۸۹–۱۹۹۰
- قهرمانی لیگ بسکتبال یوگسلاوی با اسپلیت ۱۹۸۹–۱۹۹۰
- قهرمانی یورولیگ یوگسلاوی با اسپلیت ۱۹۹۱–۱۹۹۹
- قهرمانی لیگ بسکتبال یوگسلاوی با اسپلیت ۱۹۹۱–۱۹۹۹
- قهرمانی جام بسکتبال یوگسلاوی با اسپلیت ۱۹۹۰، ۱۹۹۱
- قهرمانی جام بسکتبال یوگسلاوی با ژلزنیک ۱۹۹۷
- قهرمانی جام بسکتبال فنلاند با اسپو هونکا ۲۰۰۱

### مربی
- برنز قهرمانی زیر ۲۰ سال اروپا - صربستان و مونته‌نگرو ۲۰۰۵
- نایب قهرمان لیگ یونان - پانیونیوس ۲۰۰۶
- قهرمانی بوندسلیگا - آلبا برلین ۲۰۰۷–۲۰۰۸
- قهرمانی جام بسکتبال آلمان - آلبا برلین ۲۰۰۹
- نایب قهرمان یورو کاپ - آلبا برلین ۱۰–۲۰۰۹